# 10 Minutes
"10 Minutes" is een electropopnummer van de Roemeense zangeres Inna. Het is de vijfde single van de zangeres en staat op het debuutalbum Hot. Het nummer verscheen in december 2009 voor het eerst op haar website. Voordat het nummer beschikbaar werd gesteld op het internet, verschenen enkele teasers met korte stukjes van het nummer. "10 Minutes" werd op 25 januari 2010 voor het eerst op de radio gedraaid.
"10 Minutes" is geschreven door Play & Win, die ook Inna's vorige nummers schreven. De single is uitgelekt op 23 december 2009 via YouTube, onder de titel "Karaoke with Inna". 'Aanvankelijk zou het de derde single van het album Hot worden, maar het nummer "Love" werd uiteindelijk verkozen boven "10 Minutes". Op vrijdag 24 september 2010 is haar nieuwe single Dancesmash geworden bij radio 538

## Stijl
"10 Minutes" is anders dan de meeste andere nummers. De vorige singles waren eigenlijk vooral dance-tracks. Door de electro/synthpop-sound in "10 Minutes" klinkt het anders dan de anderen. Het is evengoed een up-tempo nummer.

## Videoclip
De videoclip van "10 Minutes" is opgenomen in Londen. De clip is geregisseerd door Paul Boyd in juni 2010. Voor de première van deze clip verschenen een aantal making-of-video's en verschillende teasers. Uiteindelijk ging de clip in première op 29 juni 2010 op Inna's website. De clip speelt zich af in een club waar Inna bezig is met de laatste voorbereidingen voor haar optreden, de rest speelt zich af op de dansvloer van een club.

## Hitnoteringen

### Nederlandse Top 40
| Hitnotering: 16-10-2010 t/m 27-11-2010 | Hitnotering: 16-10-2010 t/m 27-11-2010 | Hitnotering: 16-10-2010 t/m 27-11-2010 | Hitnotering: 16-10-2010 t/m 27-11-2010 | Hitnotering: 16-10-2010 t/m 27-11-2010 | Hitnotering: 16-10-2010 t/m 27-11-2010 | Hitnotering: 16-10-2010 t/m 27-11-2010 | Hitnotering: 16-10-2010 t/m 27-11-2010 | Hitnotering: 16-10-2010 t/m 27-11-2010 |
| Week                                   | 1                                      | 2                                      | 3                                      | 4                                      | 5                                      | 6                                      | 7                                      |                                        |
| -------------------------------------- | -------------------------------------- | -------------------------------------- | -------------------------------------- | -------------------------------------- | -------------------------------------- | -------------------------------------- | -------------------------------------- | -------------------------------------- |
| Nummer                                 | 35                                     | 30                                     | 23                                     | 20                                     | 18                                     | 22                                     | 39                                     | uit                                    |

### NederlandseSingle Top 100
| Hitnotering: 02-10-2010 t/m 06-11-2010 | Hitnotering: 02-10-2010 t/m 06-11-2010 | Hitnotering: 02-10-2010 t/m 06-11-2010 | Hitnotering: 02-10-2010 t/m 06-11-2010 | Hitnotering: 02-10-2010 t/m 06-11-2010 | Hitnotering: 02-10-2010 t/m 06-11-2010 | Hitnotering: 02-10-2010 t/m 06-11-2010 | Hitnotering: 02-10-2010 t/m 06-11-2010 |
| Week                                   | 1                                      | 2                                      | 3                                      | 4                                      | 5                                      | 6                                      |                                        |
| -------------------------------------- | -------------------------------------- | -------------------------------------- | -------------------------------------- | -------------------------------------- | -------------------------------------- | -------------------------------------- | -------------------------------------- |
| Nummer                                 | 79                                     | 76                                     | 90                                     | 95                                     | 95                                     | 93                                     | uit                                    |